# Kastanienallee
Kastanienallee är en gata i stadsdelarna Prenzlauer Berg och Mitte i Berlin. Den går mellan korsningen Schönhauser Allee/Eberswalder Strasse och torget Rosenthaler Platz. Gatan trafikeras av spårvagnslinjerna M1 och 12.
Gatan omnämns ibland som "Prenzlauer Bergs Broadway" på grund av sin diagonala sträckning och sina många restauranger, kaféer och barer. Den har fått sitt namn av kastanjeträden som kantar gatan, och är den äldsta gatan i Prenzlauer Berg.
I folkmun kallas idag Kastanienalle för Castingalle då många unga personer, som vill bli "upptäckta" går gatan upp och ned.

Karta med Kastanienallee nertill till vänster. I mitten Schönhauser Allee.